# Maryla Jonas
Maryla Jonas (Varsovia, 31 de mayo de 1911-Nueva York, 3 de julio de 1959) fue una pianista clásica polaca que huyó del nazismo. Se estableció primero en Brasil y después en Estados Unidos.
A los nueve años ya debutaba con su talento pianístico. A pesar del recelo del padre de Jonas de que hiciera una carrera como pianista, estudió con el pianista polaco Ignacy Jan Paderewski, teniendo como compañeros de clases a Witold Małcużyńesquí y Halina Czerny-Stefańska, e hizo su debut con la Orquesta Filarmónica Nacional de Varsovia en 1920.  La carrera adulta de Jonas comenzó en 1926 con una gira que comenzó en Alemania. Sus giras fueron exitosas y marcaron el camino que la llevaría a ganar el 13.er lugar en el segundo Concurso Internacional de Piano Fryderyk Chopin en 1932. Aleksandr Yuninski se llevó el primer lugar en la misma competición. En 1933 Jonas ganó el premio Beethoven de Viena y, luego de su victoria, comenzó una exitosa carrera en Europa.
Su intención de llegar a ser concertista de piano se vio truncado por la invasión alemana de Polonia de 1939. Rechazó la invitación de un agente de la Gestapo de mudarse a Berlín para actuar en un entorno más seguro. Como resultado de esto, estuvo arrestada y en custodia durante varias semanas; hasta que un agente alemán que alguna vez la había escuchado tocar en Alemania se compadeció de ella y la liberó. El mismo agente le aconsejó viajar a Berlín a la Embajada brasileña para pedir ayuda. Jonas tomó el consejo del agente alemán y viajó a Berlín a pie, andando varios cientos de millas con poco alimento y sin un refugio seguro. Es probable que la larga caminata a Berlín mermara seriamente la salud de Jonas, lo cual podría haber resultado en su muerte prematura a la edad de 48 años.
La embajada le proporcionó a Jonas registros falsos que la hacían pasar por la mujer del hijo del Embajador. Jonas viajó de Berlín a Lisboa y finalmente se estableció en Río de Janeiro, entonces capital de Brasil.
En 1940, mientras residía en Brasil, padeció una crisis nerviosa y vivió varios meses en un sanatorio. Cuando parecía que se estaba recuperando, recibió la dolorosa noticia de que habían matado a su hermano. A esta noticia le siguieron las de que su marido y sus padres también habían muerto. Estas dolorosas pérdidas hacían parecer poco probable su futuro como pianista. Pero su hermana y Arthur Rubinstein, otro famoso pianista polaco, le ofrecieron su apoyo y esto abrió la posibilidad de que regresara a actuar y grabar música de piano. Reinició su carrera como pianista en Nueva York y debutó en el Carnegie Hall en febrero de 1946.